# Finale mondiale de l'athlétisme
La Finale mondiale de l'athlétisme (nom officiel en anglais : IAAF World Athletics Final) est une compétition annuelle d'athlétisme organisée par l'IAAF de 2003 à 2009, en remplacement de la Finale du Grand Prix IAAF.  Cette compétition avait lieu à l'extérieur, souvent au mois de septembre. Les trois premières éditions de la Finale mondiale de l'athlétisme se sont tenues à Monaco, les trois éditions suivantes se tenant quant à elles à Stuttgart. En 2009, la Finale mondiale s'est déroulée à Thessalonique, en Grèce. À la suite de la création de la Ligue de diamant, la finale n'est pas reconduite en 2010.

## Participants
Les athlètes doivent faire partie des 8 ou 9 premiers dans le classement mondial de l'IAAF (World Ranking IAAF) pour les courses de sprint et pour les différents concours ou appartenir aux 12 ou 13 premiers pour les 1 500, 3 000, 5 000, 10 000 mètres comme pour le 3 000 mètres steeple.

## Éditions de 2003 à 2009
| Édition | Ville         | Pays      | Date                    | Stade                    |
| ------- | ------------- | --------- | ----------------------- | ------------------------ |
| 2003    | Monaco        | Monaco    | 13 et 14 septembre 2003 | Stade Louis-II           |
| 2004    | Monaco        | Monaco    | 18 et 19 septembre 2004 | Stade Louis II           |
| 2005    | Monaco        | Monaco    | 9 et 10 septembre 2005  | Stade Louis II           |
| 2006    | Stuttgart     | Allemagne | 9 et 10 septembre 2006  | Gottlieb-Daimler-Stadion |
| 2007    | Stuttgart     | Allemagne | 22 et 23 septembre 2007 | Gottlieb-Daimler-Stadion |
| 2008    | Stuttgart     | Allemagne | 13 et 14 septembre 2008 | Gottlieb-Daimler-Stadion |
| 2009    | Thessalonique | Grèce     | 12 et 13 septembre 2009 | Stade Kaftanzoglio       |